# Forever Now (The Psychedelic Furs)
Forever Now è il terzo album in studio del gruppo musicale britannico The Psychedelic Furs, pubblicato nel 1982.

## Tracce

### LP (UK)
Side A
1. President Gas – 5:09
2. Love My Way – 3:26
3. Run and Run – 3:43
4. Merry-Go-Round – 3:44
5. Sleep Comes Down – 3:43

Side B
1. Forever Now – 5:25
2. Danger – 2:32
3. You and I – 4:15
4. Goodbye – 3:47
5. No Easy Street – 3:54

### LP (USA)
Side A
1. Forever Now – 5:35
2. Love My Way – 3:33
3. Goodbye – 3:55
4. Only You and I – 4:24
5. Sleep Comes Down – 3:51

Side B
1. President Gas – 5:35
2. Run and Run – 3:48
3. Danger – 2:37
4. No Easy Street – 4:04
5. Yes I Do – 3:54

## Formazione
- Richard Butler – voce
- John Ashton – chitarra
- Tim Butler – basso
- Vince Ely – batteria